# Румбениекс, Арнис
Арнис Румбениекс (латыш. Arnis Rumbenieks; род. 4 апреля 1988, Валмиера, Валмиерский район) — латвийский легкоатлет, специалист по спортивной ходьбе. Выступает за сборную Латвии по лёгкой атлетике с 2005 года, победитель и призёр первенств национального значения, участник двух летних Олимпийских игр.

## Биография
Арнис Румбениекс родился 4 апреля 1988 года в городе Валмиера Латвийской ССР.
Занимался спортивной ходьбой в местном легкоатлетическом клубе, проходил подготовку под руководством своего отца Айварса Румбениекса и тренера Райтиса Равинскиса. Окончил Вентспилсскую высшую школу.
Впервые заявил о себе в лёгкой атлетике на международном уровне в сезоне 2005 года, когда вошёл в состав латвийской национальной сборной и выступил на Кубке Европы по спортивной ходьбе в Мишкольце, где на дистанции 10 км занял среди юниоров итоговое 26-е место.
В 2006 году в той же дисциплине показал 16-й результат на Кубке мира в Ла-Корунье, стартовал в ходьбе на 10 000 метров на юниорском мировом первенстве в Пекине.
На Кубке Европы 2007 года в Ройал-Лемингтон-Спа финишировал в юниорской гонке на 10 км восьмым.
Начиная с 2008 года выступал среди взрослых спортсменов, в частности занял 47-е место в ходьбе на 50 км на Кубке мира в Чебоксарах.
В 2009 году принимал участие в Кубке Европы в Меце, но сошёл с дистанции в ходьбе на 50 км.
В 2010 году шёл 20 км на чемпионате Европы в Барселоне, занял последнее 22-е место.
На Кубке Европы 2011 года в Ольяне не финишировал.
В 2012 году выступил на Кубке мира в Саранске и на Международном фестивале по спортивной ходьбе в Алитусе — пришёл здесь к финишу вторым, уступив только литовцу Марюсу Жюкасу, и установил свой личный рекорд на дистанции 20 км — 1:24:18. Благодаря череде удачных выступлений удостоился права защищать честь страны на летних Олимпийских играх в Лондоне — в программе ходьбы на 20 км показал результат 1:26:26, расположившись в итоговом протоколе соревнований на 45-й строке.
В 2013 году в ходьбе на 20 км занял 34-е место на Кубке Европы в Дудинце и 42-е место на чемпионате мира в Москве.
На чемпионате Европы 2014 года в Цюрихе показал в дисциплине 20 км 22-й результат.
В 2015 году на дистанции 20 км финишировал 25-м на Кубке Европы в Мурсии, на дистанции 50 км пришёл к финишу 38-м на чемпионате мира в Пекине.
Выполнив олимпийский квалификационный норматив (4:06:00), прошёл отбор на Олимпийские игры 2016 года в Рио-де-Жанейро — в ходьбе на 50 км показал время 4:08:28	и разместился в итоговом протоколе на 37-й строке.
После Олимпиады в Рио Румбениекс остался действующим спортсменом на ещё один олимпийский цикл и продолжил принимать участие в крупнейших международных стартах. Так, в 2018 году он стартовал в ходьбе на 50 км на чемпионате Европы в Берлине, но сошёл с дистанции.
В 2019 году в той же дисциплине был 12-м на Кубке Европы в Алитусе и 21-м на чемпионате мира в Дохе.
В мае 2021 года на соревнованиях в Подебрадах установил свой личный рекорд в ходьбе на 50 км — 3:51:51.